# بعد السعادة
بعد السعادة (بالإنجليزية: After Ever Happy)‏ هو فيلم دراما رومانسي أمريكي لعام 2022 من إخراج كاستيل لاندون وبطولة جوزفين لانجفورد، هيرو فينيس تيفين، لويز لومبارد وكيانا ماديرا.

## روابط خارجية
- بعد السعادة على موقع IMDb (الإنجليزية)
- بعد السعادة على موقع ميتاكريتيك (الإنجليزية)
- بعد السعادة على موقع روتن توميتوز (الإنجليزية)
- بعد السعادة على موقع نتفليكس (الإنجليزية)
- بعد السعادة على موقع فيلمافينيتي (الإسبانية)
- بعد السعادة على موقع قاعدة بيانات الأفلام السويدية (السويدية)
- بعد السعادة على موقع قاعدة بيانات الفيلم (الإنجليزية)
- بعد السعادة على موقع ليتربوكسد (الإنجليزية)
- بعد السعادة على موقع كينوبويسك (الروسية)